# St Mary’s Church (Aberdeen, episkopal)

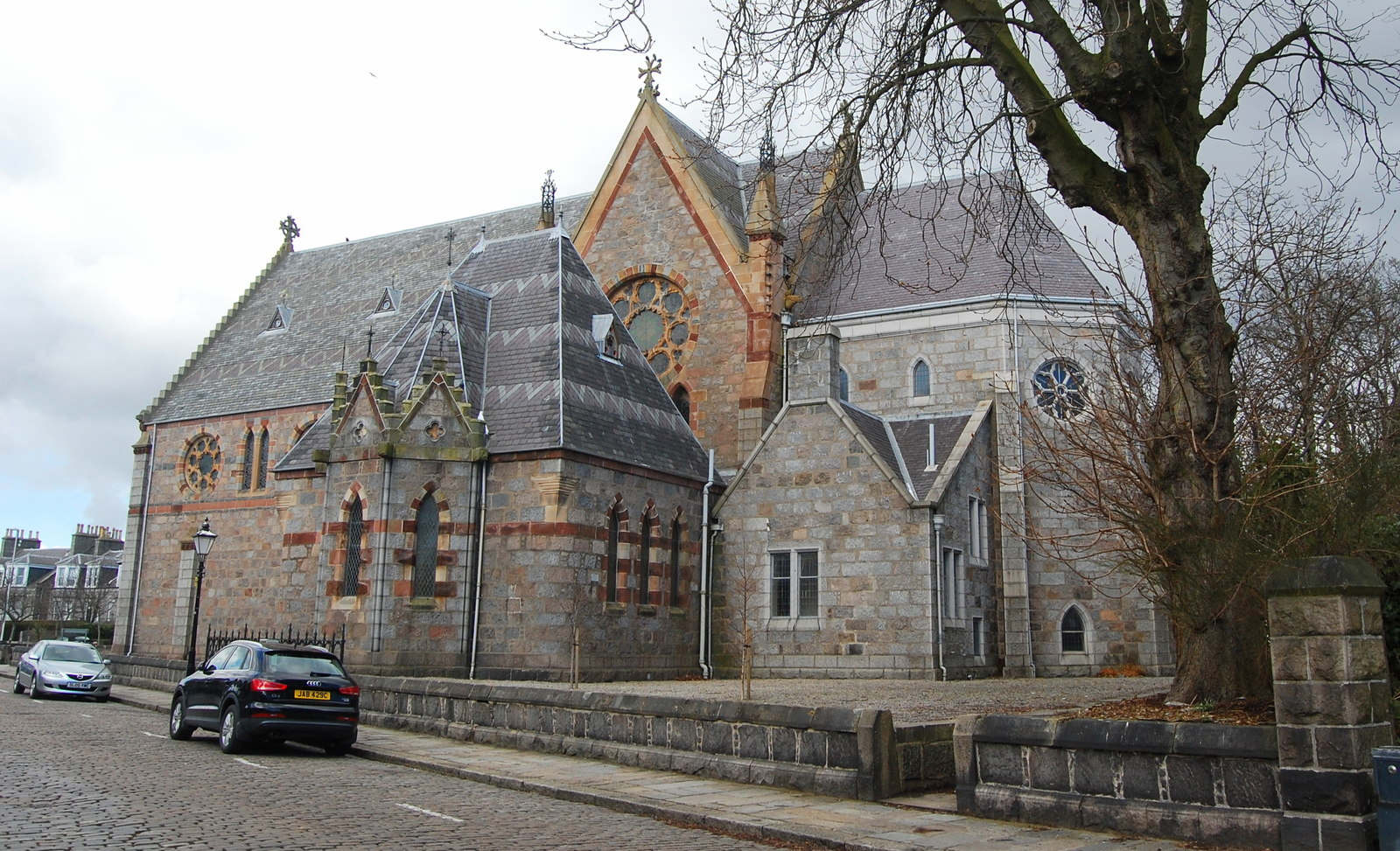
St Mary’s Church

Die St Mary’s Church, umgangssprachlich auch Tartan Kirkie, ist ein Kirchengebäude der episkopalkirchlichen Scottish Episcopal Church in der schottischen Stadt Aberdeen. 1967 wurde das Bauwerk in die schottischen Denkmallisten in der höchsten Denkmalkategorie A aufgenommen.
In Aberdeen existieren mit der römisch-katholischen St Mary’s Cathedral, der presbyterianischen St Mary’s Church sowie der Kirchenruine St Mary’s Chapel drei weitere Marienkirchen, mit denen vorliegende Kirche nicht zu verwechseln ist.

## Geschichte
Die Gemeinde der St Mary’s Church entstand als Abspaltung aus der Gemeinde der St John’s Episcopal Church infolge von Differenzen in der Gemeindeführung. Der Geistliche Frederick George Lee, welcher die Abspaltung anführte, mietete für seine abgespaltene Gemeinde zunächst eine ehemalige Baptistenkirche am Correction Wynd. Als ausreichende finanzielle Mittel vorhanden waren, kaufte er ein Grundstück am Carden Place am damaligen Westrand Aberdeens, der zu dieser Zeit noch unzureichend durch die Scottish Episcopal Church abgedeckt war. Lee lieferte die Idee zur Gestaltung der St Mary’s Church, welche der Architekt Alexander Ellis dann in einen Entwurf umsetzte. Am 1. Juli 1862 legte Thomas Suther, Bischof von Aberdeen and Orkney, den Grundstein. Der Kirchenbau, dessen Opulenz bereits in der Bauphase zur Kosteneinsparung reduziert worden war, führte zu Lees Bankrott, sodass auf der St Mary’s Church bei Eröffnung am 30. März 1864 Schulden lasteten. Aus diesem Grund verweigerte Bischof Suther bis zur Abzahlung deren Konsekration. Lee emigrierte später nach London und konvertierte zum Katholizismus. Die Kirchengemeinde wählte Thomas Dove als Verwalter der St Mary’s Church. Dieser konnte Bischof Suther überzeugen die Kirche zumindest anzuerkennen, was am 3. Dezember 1865 erfolgte, obschon die Konsekration weiterhin verweigert wurde. Nachdem der Schuldenstand der Gemeinde insbesondere unter dem ab 1886 eingesetzten Francis William Christie deutlich reduziert werden konnte, spendete eine unbekannte Person die fehlenden 186 £ per Paket in Gold. Nach Abtragung der Schuldenlast wurde die St Mary’s Church am 16. April 1890 konsekriert.
Bereits 1869 wurde ein spitzer Dachreiter über der Vierung abgetragen, da starke Winde ihn in Schwingung versetzen konnten. 1905 wurde der Bau um eine Sakristei und eine Gemeindehalle ergänzt. Stilistisch fügen sich die nach einem Entwurf Arthur Clynes ergänzten Körper in den ursprünglichen Bau ein. Ursprünglich war eine Ausgestaltung des Langschiffs mit Fresken vorgesehen. Von diesen wurde jedoch nur eines von Allen Sutherland ausgeführt. Am 21. April 1943 traf eine Fliegerbombe die St Mary’s Church. Hierbei wurde ihr Mauerwerk beschädigt und die Fenster zerstört. Das als Triptychon ausgeführte Altarbild war zuvor bereits an einen sicheren Ort verbracht worden und blieb daher unbeschädigt. Mary Leith stiftete 1946 eine 1778 in der Werkstatt Samuel Greens gefertigte Orgel. Mit Spenden der Gemeinde und Geldern aus einem nationalen Topf wurden 1952 die Kriegsschäden behoben. Hierbei wurden der Chor und die Sakristei weitgehend neu aufgemauert.

## Beschreibung
Die St Mary’s Church steht auf einem grob dreieckigen Grundstück an der diagonalen Einmündung der Albert Terrace in den Carden Place. Ein kurzes Stück westlich befinden sich die Queen’s Cross Church und die Rubislaw Parish Church. Ihr Körper ist aus Granitbruch aus dem Steinbruch Rubislaw, rotem Granit vom Tyrebagger Hill, blauem Granit aus Kemnay sowie rotem Sandstein aus Turriff aufgemauert. Die Mehrfarbigkeit wird akzentuierend als Muster eingesetzt, woraus die umgangssprachliche Bezeichnung „Tartan Kirkie“ resultiert. Das spitzbogige Hauptportal an der Westseite des neogotischen Bauwerks ist mit farblich ornamentiertem Gewände und schlichtem Wimperg gestaltet. In das Tympanum sind drei kleine Spitzbogenfenster mit Bleiglas eingelassen. Das zweiflüglige Portal ist mit ornamentierten Beschlägen ausgeführt. Vier Strebepfeiler gliedern die Fassade zwischen der großen zentralen Fensterrose und den flankierenden kleinen Festerrosen vertikal. Das Satteldach ist mit Staffelgiebel und firstständigem Steinkreuz ausgeführt.
Entlang des Langschiffs der Kreuzkirche sind im Obergaden abwechselnd Fensterrosen und zu Zwillingen gekuppelte Lanzettfenster eingelassen. Die darunterliegende Fassade ist mit Ausnahme der stilisierten Strebepfeiler schmucklos. Das kurze Querschiff der Saalkirche ist an der Südseite durch die Sakristei und die Gemeindehalle verlängert. Dieser Anbau schließt mit dekorativem Walmdach und einer kurzen abgekanteten Apsis mit polygonalem Dach. Es sind Festerrosen und gekuppelte Lanzettfenster eingesetzt. Der neu aufgemauerte Chor ist schlichter aus grauen Granitquadern ausgeführt. Er ist mit Lanzettfenstern, Fensterrosen und abgekafften Strebepfeilern ausgestaltet. Die abschließenden Dächer sind mit Schiefer in ornamentierenden Mustern gedeckt.